# DisneyLife
DisneyLife est le nom d'un service de vidéo à la demande créé par Disney Media Networks proposant des productions de Walt Disney Pictures, Pixar, Marvel et Lucasfilm. Il est disponible au Royaume-Uni, en Irlande, les Philippines et en Chine au travers d'un partenariat avec Alibaba .

## Historique
Le 21 octobre 2015, Disney se prépare à lancer un service de location de contenus numériques à la demande au Royaume-Uni nommé DisneyLife dont des films, des séries télévisées, de la musique et des livres,,,,. Le service reprend le principe de Netflix mais n'existe pas aux États-Unis à cause d'un contrat d'exclusivité signé par Disney avec Netflix.
Le 16 décembre 2015, Disney signe un contrat avec Alibaba pour fournir de la vidéo à la demande en Chine, un service nommé DisneyLife avec une box en forme de tête de Mickey,,,.
Le 15 février 2016, Disney Australie est à la recherche d'un partenaire australien pour un service de VOD similaire au DisneyLife britannique mais le marché des télécoms est très fragmenté,. Le 26 avril 2016, le gouvernement chinois suspend DisneyLife, lancé 5 mois plus tôt pour les mêmes raisons qui ont fait suspendre l'iTunes d'Apple un mois plus tôt, à savoir l'absence de stockage locale (en Chine) des données,. Le 12 septembre 2016, Telstra annonce être en discussion avec Disney pour être le fournisseur exclusif du service DisneyLife en Australie. Le 10 octobre 2017, Disney lance son DisneyLife en Irlande,.
Le 11 février 2018, Alibaba Group annonce avoir signé un contrat avec Disney China pour diffuser des séries d'animations Disney sur Youku, permettant de compenser l'arrêt de DisneyLife en 2016,.
Le 25 mai 2018, le groupe de média philippin Globe Telecom lance l'application de streaming DisneyLife à 149 PHP pour ses abonnés et 399 PHP pour les autres. Le 1er juillet 2018, une série intitulée Legend of the Three Caballeros, reprenant les personnages du film Les Trois Caballeros (1944) de 13 épisodes de 22 minutes a débuté exclusivement sur le service DisneyLife aux Philippines développée par Disney Interactive et non pas Disney Television Animation.

## Disponibilités
- Chine, au travers d'Alibaba puis Youku
- Australie, sur Telstra
- Irlande et Royaume-Uni
- Philippines avec Globe Telecom

Aux États-Unis, le service devrait être nommé Disney+.

## Analyse
Ce service de vidéo à la demande ne propose aucun film sorti récemment ni contenu exclusif à l'opposé de concurrents comme Netflix. En 2017, après deux d'existence et une réduction de son tarif de 50 % le service ne compte que 437 000 abonnés au Royaume-Uni.